# Kojatice (Slovacchia)
Kojatice (in ungherese Kajáta) è un comune della Slovacchia facente parte del distretto di Prešov, nella regione omonima.